# Dési Ábel
Dési Ábel, eredeti nevén Sárkány Szilveszter (Bácsgyulafalva, 1929. január 24. – Szabadka, 2008. február 29.), a vajdasági magyar irodalom kiemelkedő képviselője, költő, prózaíró, kritikus és publicista.

## Élete és munkássága
Az általános iskolát Szabadkán, a kereskedelmi középiskolát Belgrádban végezte. 1946-ban a Magyar Szó munkatársa lett, majd egy évvel később a Kultúrszövetségben látott el feladatokat, de még ugyanebben az évben Pesten nyomdászatot tanul. 1948-ban kazánfűtő lett a szabadkai konzervgyárban, de nem sokkal később a hírhedt Goli otokra került, ahonnan csak 1952-ben szabadult. A 7 Nap szerkesztőségének 1961-ben lett a munkatársa, s innen nyugdíjazták 1984-ben.

## Műveinek értékelése
Bori Imre A jugoszláviai magyar irodalom rövid története című könyvében azt írja róla, hogy Dési Ábel ugyan az ötvenes években fellépő írók és költők nemzedéktársa, mégis magányos egyénisége a jugoszláviai magyar irodalomnak. Három megjelent verseskötete (A remény elve, 1961, Fáj az idő, 1966, Kortársaim, 1969) tulajdonképpen kifejezői a boldogtalanság tudatának, amit később megjelent kisregényeiben csak még hangsúlyozottabban kidomborított. Évtizedekig szinte teljes magányban élt, közben szépirodalmi munkássága mellett elméleti és filozófiai kérdésekkel is behatóan foglalkozott. Ezeket a munkáit is figyelembe véve, sok művet hagyott hátra.

## Kötetei
- A remény elve; Forum, Novi Sad, 1961
- Fáj az idő. Versek; Forum, Novi Sad, 1966
- Kortársaim. Versciklus; Szabadkai Munkásegyetem, Szabadka, 1969 (Életjel miniatűrök)
- Félelem és fájdalom kisregény; Forum, Újvidék, 1984
- Lukács György: Kiemelkedni a némaságból. Interjú a 7 Napnak / Dési Ábel: A forradalom igazi teoretikusa / Petkovics Kálmán: Csak így jó; Forum, Újvidék, 1985